# Onne (Makin)
Onne ist ein Motu der Makin-Inselgruppe der pazifischen Inselrepublik Kiribati.

## Geographie
Onne ist die südlichste Insel des Riffs der Makin-Inselgruppe. Sie ist nur etwa 500 Meter entfernt vom nördlich gelegenen Kiebu.